# Koninklijke Nederlandse Plantenziektekundige Vereniging
De Koninklijke Nederlandse Plantenziektekundige Vereniging (KNPV) is een vereniging die zich bezighoudt met de plantenziektekunde in Nederland. De vereniging is in 1891 als de Nederlandsche Phytopathologische Vereeniging opgericht door Hugo de Vries en Jan Ritzema Bos. De vereniging richt zich op iedereen die zich bezighoudt met gewasbescherming, onder meer op het gebied van de voorlichting, het onderwijs, de industrie, de handel, landbouw en onderzoek.  
Het lidmaatschap van de vereniging is voor iedere geïnteresseerde toegankelijk. Inbegrepen bij het lidmaatschap zijn gratis deelname aan de gewasbeschermingsdagen, een abonnement op het verenigingsblad Gewasbescherming, deelname aan de algemene ledenvergadering met stemrecht en de mogelijkheid van een collectief abonnement tegen gereduceerd tarief op het wetenschappelijke tijdschrift European Journal of Plant Pathology.
De KNPV heeft een aantal werkgroepen en commissies. De werkgroepen zijn: Bodempathogenen en bodemmicrobiologie, Botrytis, Fusarium, Graanziekten, Identificatie en detectie, Meloidogyne, Onkruidkunde, Phytophthora infestans, Phytophthora en Pythium, Pratylenchus, Rhizoctonia solani en Trichodoriden en tabaksratelvirus. De commissies zijn: Commissie Nederlandse Namen van Geleedpotige Dieren, Bijzondere Normcommissie 14: Nederlandse Namen van Planteziekten, en Commissie Terminologie. De KNPV is aangesloten bij de European Foundation for Plant Pathology en werkt samen met de International Society for Plant Pathology.
De KNPV-prijs wordt sinds 1999 iedere twee tot drie jaar uitgereikt aan een persoon of instantie die zich buitengewoon verdienstelijk heeft gemaakt voor de plantenziektekunde. Sinds 2005 verleent de KNPV subsidie om activiteiten mogelijk te maken die passen in de doelstelling van de vereniging.